# Reed Hastings
Pour les articles homonymes, voir Hastings.
Wilmot Reed Hastings, Jr., né le 8 octobre 1960 à Boston, est un entrepreneur milliardaire américain. Il est le cofondateur et directeur de Netflix et membre du conseil d'administration de Facebook ainsi que de nombreuses organisations à but non lucratif.

## Biographie

### Formation et début professionnel
Fils d'un avocat ayant travaillé dans l'administration de Richard Nixon, Reed Hastings commence par décrocher un diplôme de mathématiques à l'université de Bowdoin College, dans le Maine. Mais pour sortir des sentiers battus, il intègre les Marines avant d'enseigner durant trois ans les mathématiques comme volontaire du Peace Corps au Swaziland.
Par la suite, il reprend les cours et décroche un diplôme d'intelligence artificielle à l'université Stanford. Il fonde en octobre 1991 Pure Software (en), une firme dont le but était de faciliter l'utilisation du système d'exploitation Unix.

### Netflix
Pure Software est rachetée quelques années plus tard : il se retrouve avec 75 millions de dollars en poche, grâce auxquels il crée Netflix en 1997, avec l'aide de Marc Randolph. Selon lui, l'idée lui serait venue après avoir dû verser 40 dollars pour avoir rendu trop tard un film qu’il avait loué. Juste avant le lancement, les cofondateurs optent pour la location, seule option rentable à leurs yeux pour pérenniser Netflix.

## Vie privée
Il habite, en 2013, avec sa femme et leurs deux enfants dans une villa de Santa Cruz (Californie).

## Fortune
En 2017, sa fortune s'élève à 2,2 milliards de dollars, en 2018 à 3 milliards de dollars, en 2020 à 3,7 milliards de dollars, et en 2024 à 4,7 milliards de dollars, selon le magazine Forbes.